# Damien Leone
Damien Leone és un cineasta, editor de cinema i artista d'efectes especials estatunidenc. És més conegut per escriure i dirigir All Hallows' Eve (2013), Terrifier (2016), Terrifier 2 (2022) i Terrifier 3, cadascun dels quals inclou el seu personatge Art the Clown.

## Carrera
El 2016, es va llançar Terrifier. Entre altres crèdits, Leone va escriure i dirigir la pel·lícula, que finalment es va convertir en una pel·lícula de culte i per la qual va ser nominat als Fangoria Chainsaw Awards al millor efecte de maquillatge. El 2022, Leone va retornar amb la seqüela Terrifier 2. Terrifier 2 va ser rebut favorablement per la crítica i va ser un èxit a la taquilla, ja que va recaptar més de 15 milions de dòlars amb un pressupost de 250.000 dòlars. Leone va tornar a ser nominat al premi Fangoria Chainsaw al millor maquillatge FX, pel seu treball a Terrifier 2, que després va guanyar.
Leone va dirigir i escriure Terrifier 3 i va coproduir Stream, ambdues pel·lícules del 2024 per a les quals també va proporcionar efectes especials.

## Vida personal
Leone va créixer a la secció Great Kills de Staten Island, Nova York

## Filmografia
| Any  | Pel·lícula                 | Director | Guionista | Productor | Editor | Maquillatge/Efectes especials | Notes                                           | Referències                               |
| ---- | -------------------------- | -------- | --------- | --------- | ------ | ----------------------------- | ----------------------------------------------- | ----------------------------------------- |
| 2005 | Love                       | No       | No        | No        | No     | Sí                            |                                                 | [ 26 ]                                    |
| 2008 | The 9th Circle             | Sí       | Sí        | Sí        | No     | Sí                            | Curtmetratge, primera aparició de Art the Clown |                                           |
| 2011 | Terrifier                  | Sí       | Sí        | Sí        | Sí     | Sí                            | Curtmetratge                                    |                                           |
| 2013 | All Hallows' Eve           | Sí       | Sí        | Sí        | Sí     | Sí                            | Pel·lícula d'antologia                          | [ 27 ] [ 28 ]                             |
| 2015 | Frankenstein vs. The Mummy | Sí       | Sí        | No        | Sí     | Sí                            |                                                 | [ 29 ] [ 30 ]                             |
| 2015 | Laugh Killer Laugh         | No       | No        | No        | No     | Sí                            |                                                 | [ 26 ]                                    |
| 2015 | All Hallows' Eve 2         | No       | No        | Sí        | No     | No                            | Pel·lícula d'antologia                          | [ 31 ]                                    |
| 2016 | Terrifier                  | Sí       | Sí        | Sí        | Sí     | Sí                            |                                                 | [ 32 ]                                    |
| 2022 | Terrifier 2                | Sí       | Sí        | Sí        | Sí     | Sí                            |                                                 | [ 33 ]                                    |
| 2024 | Stream                     | No       | No        | Sí        | No     | Sí                            |                                                 | [ 34 ] [ 35 ]                             |
| 2024 | Terrifier 3                | Sí       | Sí        | Sí        | Sí     | Sí                            |                                                 | [ 17 ] [ 18 ] [ 19 ] [ 22 ] [ 23 ] [ 36 ] |

## Reconeixements
| Any  | Premi                                                    | Categoria                      | Obra nominada              | Resultat  | Referències   |
| ---- | -------------------------------------------------------- | ------------------------------ | -------------------------- | --------- | ------------- |
| 2011 | ShockerFest                                              | Premi Elecció del Públic       | Terrifier                  | Guanyador |               |
| 2012 | Louisville Fright Night Film Fest                        | Millor pel·lícula "Grindhouse" | Terrifier                  | Guanyador |               |
| 2015 | Rondo Hatton Classic Horror Awards                       | Millor pel·lícula independent  | Frankenstein vs. The Mummy | Nominat   |               |
| 2019 | Fangoria Chainsaw Awards                                 | Millor estrena limitada        | Terrifier                  | Nominat   | [ 2 ]         |
| 2019 | Fangoria Chainsaw Awards                                 | Millors efectes de maquillatge | Terrifier                  | Nominat   | [ 2 ]         |
| 2022 | Greater Western New York Film Critics Association Awards | Director innovador             | Terrifier 2                | Nominat   | [ 37 ]        |
| 2023 | Fangoria Chainsaw Awards                                 | Millor maquillatge             | Terrifier 2                | Guanyador | [ 15 ] [ 16 ] |